# Henry St. John
Henry St. John (* 16. Juli 1783 im Washington County, Vermont; † Mai 1869 in Tiffin, Ohio) war ein US-amerikanischer Politiker. Zwischen Anfang 1843 und Ende 1847 vertrat er den Bundesstaat Ohio im US-Repräsentantenhaus.

## Werdegang
Henry St. John erhielt nur eine eingeschränkte Schulausbildung. Später nahm er am Britisch-Amerikanischen Krieg von 1812 teil. Im Jahr 1815 zog er nach Wooster in Ohio, dann im Jahr 1828 in das Crawford County und schließlich im Jahr 1837 in das Seneca County. Er arbeitete in der Landwirtschaft, im Mühlengeschäft und im Ladengeschäft. Politisch wurde er Mitglied der Demokratischen Partei.
Bei den Kongresswahlen des Jahres 1842 wurde St. John im sechsten Wahlbezirk von Ohio in das US-Repräsentantenhaus in Washington, D.C. gewählt, wo er am 4. März 1843 die Nachfolge von Calvary Morris antrat. Nach einer Wiederwahl konnte er bis zum 3. März 1847 zwei Legislaturperioden im Kongress absolvieren. Die Zeit bis 1845 war von den Spannungen zwischen Präsident John Tyler und den Whigs bestimmt. Außerdem wurde damals bereits über eine mögliche Annexion der seit 1836 von Mexiko unabhängigen Republik Texas diskutiert. Diese im Jahr 1845 vollzogene Annexion führte zum Mexikanisch-Amerikanischen Krieg, der die zweite Legislaturperiode von St. John prägte.
Im Jahr 1846 verzichtete er auf eine weitere Kandidatur. Nach dem Ende seiner Zeit im US-Repräsentantenhaus arbeitete Henry St. John wieder in der Landwirtschaft. Er starb im Mai 1869 in Tiffin.